# Fernand Devin
Fernand Devin, né à Coulogne ( Pas-de-Calais ) le 27 avril 1913, disparu dans le désert libyen le 5 février 1941, est un sergent-chef des Forces aériennes françaises libres pendant la Seconde Guerre mondiale.

## Biographie
Radio mitrailleur d'un Bristol Blenheim du Groupe de bombardement « Lorraine », son avion à court de carburant disparut dans le désert de Libye le 5 février 1941, au retour d'une mission effectuée sur l'oasis de Koufra. 
L'appareil intact, fut retrouvé, 18 ans plus tard, le 22 mars 1959, avec les corps des trois membres d'équipage (Fernand Devin, le pilote Georges Le Calvez et le navigateur Gérard Claron) morts de soif et d’épuisement. Fernand Devin a tenu un carnet où il relate son agonie du 5 février au 1er mars 1941,. Auprès de l'appareil  différents objets ont été récoltés et sont conservés au Musée de l'Armée, dont le carnet et 3 lettres écrites par Devin. 
La dépouille du sergent-chef Devin a été inhumée depuis dans le cimetière de Coulogne.

## Le récit du drame
Le 5 février 1941, quatre Bristol Blenheim du groupe « Lorraine » décollaient d’Ounianga-Kébir pour bombarder Koufra (alors occupé par les troupes italiennes).
Après deux heures de vol, l’avion guide eut une panne de moteur et dut se poser dans le désert. Son équipage fut toutefois sauvé quatre jours plus tard. Le deuxième appareil eut lui aussi une défaillance mécanique ; néanmoins, après avoir repéré l’avion posé dans le désert, il réussit à regagner Ounianga-Kébir.
Seuls, les troisième et quatrième équipages poursuivirent leur route vers Koufra. Au retour, le troisième équipage, ne trouvant pas Ounianga-Kebir, se dirigea vers l’ouest, en direction du Tibesti, et découvrit par un hasard miraculeux le petit poste de Gouro près duquel ils se posa sur le ventre, à bout d’essence. Pendant un temps, il crut qu’il s’agissait d’un poste italien et écouta avec inquiétude dans quelle langue parlaient ses occupants. Quant au quatrième équipage (composé du sous-lieutenant Claron, navigateur chef de bord, du sergent Le Calvez, pilote, et du sergent Devin, radio mitrailleur), son dernier message radio, envoyé peu avant l’épuisement de son carburant, disait : « Sommes perdus. » Et ce fut le silence pendant dix-huit ans…
En 1959, un chasseur indigène de l’Ennedi, suivant depuis des jours à dos de chameau une antilope blessée, crut découvrir un avion posé dans le sable à environ cent kilomètres au nord de la zone rocheuse de l’Erdi-Ma. Cette région se trouve à mille six cents kilomètres au sud de la mer Méditerranée, à cinq cents kilomètres à l’est du Tibesti et à six cents kilomètres à l’ouest du Nil.
Le chef de poste français de l’Ennedi ne crut pas la chose possible. Aucun avion perdu n’avait été signalé depuis plusieurs années… En octobre 1959, une expédition de recherche quitta cependant le Tibesti. Composée de trois voitures tout terrain, elle était commandée par le capitaine Fasseur.
Après plusieurs jours de navigation difficiles et de franchissement de falaises rocheuses à l’aide de treuils et de câbles, l’expédition – qui avait pris avec elle le chasseur de l’Ennedi – se mit à quadriller la zone indiquée par lui. Les premiers jours de travail ne donnèrent toutefois aucun résultat. Pourtant, au moment où les recherches allaient être abandonnées, un coup de vent fit tourbillonner le sable au-dessus des hélices et des moteurs du Blenheim perdu. Selon la description du capitaine Fasseur, ces tourbillons de sable, considérablement grandis par la réfraction de la lumière dans le désert, ressemblaient à deux tours d’une cathédrale au-dessus de l’horizon.
La colonne de voitures s’approcha et découvrit le Bristol Blenheim intact, posé sur le ventre (photographie n° 1). Avant le chasseur – que l’on voit à gauche sur la photographie n° 3 – aucun être humain n’était passé dans les environs depuis dix-huit ans. Le Calvez était mort le premier et ses deux camarades avaient épuisé leurs dernières forces pour l’enterrer devant le nez de l’avion (photographies n° 2 et n° 3). Ils devaient penser que personne ne serait là pour leur rendre le même service… Claron et Devin s’étaient creusé des niches entre les fuseaux moteurs et le fuselage, à l’abri du vent et du soleil, où ils furent retrouvés, enveloppés dans leurs parachutes. Devin avait sorti la batterie pour brancher ses éléments en série afin d’envoyer un dernier message que ne fut jamais reçu (photographie n° 4). Claron tenait encore dans sa main momifiée une poignée de plumes de charognards du désert qui n’avaient pas eu la patience d’attendre la fin de sa longue agonie. 
Compte tenu du réservoir d’eau de secours du Bristol Blenheim et du froid très vif dans le désert en février, les Sahariens estiment que l’équipage a pu survivre de dix à quinze jours. C’est l’eau qui a manqué en premier : plusieurs boites de conserve ont en effet été retrouvées non ouvertes. Le livre de bord, aujourd’hui conservé au service historique de l’Armée de l’air, fut retrouvé intact ; il n’avait pas plu depuis dix-huit ans… Sa dernière mention, d’une écriture presque illisible, est la suivante : « J’ai soif. »

## Distinctions
- Chevalier de la Légion d'honneur
- Croix de guerre 1939–1945  (avec 1 palme)
- Médaille de la Résistance française
- Médaille coloniale  (avec agraphe "Koufra")

Mort pour la France en opération aérienne, Fernand Devin est cité à l’ordre des Forces aériennes françaises libres le 28 août 1942, il a été décoré de la croix de guerre avec palme et de la médaille de la Résistance, de la médaille coloniale avec l'agrafe « Koufra », de la médaille commémorative des services volontaires dans la France libre. Il a été fait chevalier de la Légion d'honneur à titre posthume lors d'une prise d'armes par le général d'armée aérienne Martial Valin le 6 février 1960. 
Ont été nommées d'après lui : 
- Une rue de Coulogne, la rue Sergent Fernand Devin ;
- La promotion 2008 de l'École de formation des sous-officiers de l'armée de l'air lors d'une cérémonie à la Base aérienne 721 Rochefort (Charente Maritime) le 2 juillet 2009[9].
- La session de cohésion de la promotion du SNU 2023 a Coulogne

## Sources
- Colonel Henry Lafont, Aviateurs de la Liberté - Mémorial des Forces Aériennes Françaises Libres, 2002  (ISBN 2904521461)
- Ciel de guerre, numéro 13, « Les FAFL sur le front autonome du Tchad », sept-oct-nov 2007
- Ciel de guerre, numéro 14, « Les FAFL sur le front autonome du Tchad », janv-fév-mars 2008
- Marcel Catillon, Qui était qui?: mémorial aéronautique, Vol. 2, p. 70, Éd. Nouvelles Editions Latines, 1997,  (ISBN 2723320537)